# Friedrich Dörr (Theologe)
Friedrich Dörr (* 7. März 1908 in Obereschenbach; † 13. Mai 1993 in Eichstätt) war ein katholischer Priester und Theologieprofessor, der auch als Kriegspfarrer und Kirchenlieddichter gewirkt hat.

## Leben
Der aus einer Bäckerfamilie stammende Dörr war der Sohn von Georg Dörr, der bis 1933 Bürgermeister seiner Heimatstadt war. Friedrich besuchte seit seinem elften Lebensjahr als Mitglied des Collegium Willibaldinum das humanistische Gymnasium Eichstätt. Bald nach dem Reifezeugnis 1927 studierte er ab Herbst desselben Jahres in Rom am Collegium Germanicum Philosophie und Theologie.
1930 promovierte er an der päpstlichen Universität Gregoriana zum Dr. phil. Am 29. Oktober 1933 empfing er in Rom durch Kardinal Francesco Marchetti Selvaggiani die Priesterweihe. 1935 schrieb er die theologische Doktorarbeit Diadochus von Photike und die Messalianer.
Im August 1935 kehrte er in die Diözese Eichstätt zurück und wirkte in Erkertshofen, Fünfstetten, Wemding, Dietfurt, St. Walburg und Eichstätt sowie am Dom zu Eichstätt als Seelsorger.

### Zweiter Weltkrieg
Im April 1940 wurde er zum Sanitätsdienst in München einberufen. Nach Ende des Feldzugs gegen Frankreich wurde er aus der Wehrmacht entlassen und kam als Seelsorger nach Eichstätt. Nach einem halben Jahr wurde er als Kriegspfarrer in die Sanitätskompanie 212 einberufen, danach war er in Südfrankreich und Leningrad. Als Kriegspfarrer wirkte er 1942/43. in der Sowjetunion und in Kroatien. Im März 1944 wurde er Standortpfarrer in Dänemark, dann in Westpreußen. Die Aufgabe seines Dienstes in der Soldatenseelsorge lehnte er ab. Er wurde Zeuge von Bekehrungen, aber auch von Erschießungen desertierter Soldaten, bei denen er zugegen sein musste. Trotz strenger Verbote nahm er in Russland Taufen vor und hielt in Kroatien Soldatengottesdienste, an denen auch Zivilbevölkerung teilnahm. Er bejahte das höhere Recht des Volkes, für das und in dem man lebt gegenüber freier Entscheidung eines einzelnen Soldaten. Faulhaber war für ihn „nicht ganz frei von Sympathie ...“. und kein Mann des starken Widerstandes. Nach Kriegsende wirkte er als Seelsorger in vier Kriegslazaretten und betreute Flüchtlingslager. Die nationalsozialistischen Führungsoffiziere betrachtete er gegen Ende des Krieges als große Konkurrenz. Der Diözese Eichstätt verübelte er, dass sie nach seiner Entlassung 1940 seine erneute Einberufung nicht durch Ernennung zum Rektor der Frauenbergkapelle verhindert hatten.
Kurz vor seinem Tod schrieb Dörr in dem Aufsatz Wenn ich gehe, wird mein Platz nicht mehr besetzt über seine Kriegserlebnisse.

### Nachkriegszeit
Zum 1. November 1945 wurde er an der Philosophisch-Theologischen Hochschule in Eichstätt Professor für Systematische Philosophie und Pädagogik. Von 1964 bis 1968 war er Rektor der Hochschule. Außerdem amtierte er als Vorsitzender der Studentenhilfe Eichstätt.
Von 1966 bis 1975 arbeitete er in der Liedkommission des Gotteslobes mit und verfasste dafür eigene Lied- und Hymnentexte. Johannes Baptist Lotz schätzte sie aufgrund ihrer dogmatischen Tiefe bei einfach-klarer und doch schönflüssiger Form. Zu seinen bekanntesten Liedern gehören Maria, dich lieben, Sakrament der Liebe Gottes, Gott ruft sein Volk zusammen, Was uns die Erde Gutes spendet und O heilger Leib des Herrn. Im Stundenbuch von 1978 fanden über 30 Hymnen Dörrs Eingang. Auch bei zahlreichen Eigenteilen des Stundenbuchs hat er mitgearbeitet.
1948 gründete er in Eichstätt den Ortsverband des Volksbunds Deutsche Kriegsgräberfürsorge, für den er sich sehr engagierte. Dörr gehörte als außerordentliches Mitglied der Sektion Künste der Bayerischen Benediktinerakademie an.

## Liedtexte imGotteslob(Ausgaben 1975 und 2013)
- Bevor des Tages Licht vergeht (nach Te lucis ante terminum; Gotteslob (1975) 696; Gotteslob 663)
- Christus, du bist der helle Tag (nach Christe, qui lux es et dies; GL (1975) 704; GL 90)
- Dreifaltiger verborgner Gott (GL (1975) 279)
- Du König auf dem Kreuzesthron (GL (1975) 553)
- Du Licht des Himmels, großer Gott (nach Deus qui coeli lumen es; GL 615)
- Ein Haus voll Glorie schauet (Strophen 2–5; GL (1975) 639; GL 478) Pseudonym: Hans W. Marx[2]
- Gott ruft sein Volk zusammen (GL (1975) 640; GL 477)
- Ich bin getauft und Gott geweiht (GL (1975) 635; GL 491)
- Komm, Heilger Geist, der Leben schafft (nach Veni Creator Spiritus; GL (1975) 241; GL 342)
- Kündet allen in der Not (GL (1975) 106; GL 221)
- Maria, dich lieben ist allzeit mein Sinn (GL (1975) 594; GL 521)
- O Gott, dein Wille schuf die Welt (nach Deus creator omnium; GL 628)
- O heilger Leib des Herrn (GL (1975) 538)
- O lieber Jesu, denk ich dein (nach Jesu dulcis memoria; GL (1975) 550; GL 368)
- Sakrament der Liebe Gottes (nach Tantum ergo; GL (1975) 542; GL 495)
- Was uns die Erde Gutes spendet (GL (1975) 490; GL 186)
- Wir sind getauft auf Christi Tod (GL (1975) 220, 3+4; GL 329, 3+4)

## Hymnen im Stundenbuch (1978)
Anders als beim Gotteslob gehörte Friedrich Dörr nicht der Arbeitsgruppe für die Hymnen an, sodass zahlreiche seiner Vorschläge zunächst kein Gehör fanden. Als Diözesanvertreter für das Stundenbuch erhielt er aber die Entwürfe zum deutschen Hymnar. Er kritisierte besonders bei den Hymnen des Ordinariums die oft allzu wörtliche Übersetzung, den intellektuell gedrechselten Stil, der den „Schwung der Hymnen“ verloren gehen lasse. Der Eichstätter Bischof Alois Brems sandte die Kritik Dörrs mit seinen Gegenentwürfen am 2. Januar 1978 an alle Bischöfe des deutschen Sprachgebiets. Joseph Kardinal Höffner (Köln) und die Bischöfe Friedrich Wetter (damals Speyer) und Josef Stimpfle (Augsburg) setzten sich ebenfalls deutlich für Dörrs Hymnen ein. Daraufhin wurde das gesamte Hymnar noch im Januar mit Dörr nach der Maxime „flüssiges Deutsch, häufige Verwendung des Reims, größere Anpassung an das Verständnis des heutigen Menschen, Verzicht auf archaisches Gepräge und insgesamt mehr ‚hymnischen Schwung‛“ überarbeitet. Damit wurden in allerletzter Minute – im Februar 1978 erfolgte die Approbation – 31 Hymnen (Übertragungen bzw. auch einzelne Neudichtungen) Dörrs in das Stundenbuch aufgenommen.
- Bevor des Tages Licht vergeht
- Christus, du bist der helle Tag
- Christus, göttlicher Herr, dich liebt
- Christus, mächtiger Gott
- Das ist dein Tag, Herr Jesus Christ
- Das Wort des Vaters, Gott der Sohn
- Der Tag neigt sich dem Abend zu
- Der Tag strebt seiner Höhe zu
- Des Lichtes guter Schöpfer du
- Dich, Gott Vater ohne Ursprung und End
- Dich, hoher Schöpfer, lobe der Mensch
- Dreifaltigkeit, dreiein’ger Gott
- Dreifaltiger verborgner Gott
- Du Gott des Lichts, dem Vater gleich
- Du Licht des Himmels, großer Gott
- Du starker Gott, der diese Welt
- Ewiger Gott, aus dem Nichts
- Ewiger, gütiger Gott
- Heil dem Tage, der unsre Tage krönt
- Komm, Heilger Geist, der Leben schafft
- Komm, Heilger Geist, vom ew’gen Thron
- Michael, kämpfe für die Ehre Gottes
- Nacht und Gewölk und Finsternis
- Nimm gnädig, guter Herr und Gott
- O Gott, aus deinem klaren Licht
- O Gott, dein Wille schuf die Welt
- O Gott, du lenkst mit starker Hand
- O Roma felix! Der Apostelfürsten Tod
- Schon schreitet rasch der Tag heran
- Schon zieht herauf des Tages Licht
- Seht, golden steigt das Licht empor